# 小笠原群岛
小笠原群岛（日语：小笠原群島），是日本在西太平洋的一個群岛，位于东京以南1,000多公里，行政區劃属东京都小笠原村管辖。群岛由30多个小岛组成，其中著名的有父岛、母岛和硫磺岛等島嶼，總面积104.41平方公里。另外，距離東京市區1,848公里遠、日本實際管轄領土最東的南鸟岛，也属小笠原諸岛的一部分。
英語世界常稱此群島為「博宁群岛」（Bonin Islands），其中「博宁」（Bonin）來自「無人」（／ bunin）的日語發音。

## 历史
小笠原群島於1543年被西班牙探險家Bernardo de la Torre首次發現。此後在17世紀的時候，日本人也發現了該群島，但長期以來都無人居住。1830年，又有一些美国人在岛上开展过殖民，但是没有成功。1875年，英国将这些岛屿的所有权转交给日本。1880年，日本在该群岛建立居民点并建立统治。二战期间，美国军队和日本军队为争夺小笠原群岛展开连番激战，美国前总统乔治·H·W·布什驾驶的魚雷轟炸機曾在父島附近海域被击落，险些丧命。至於硫磺岛战役則更是举世闻名。
1945年，美国海军占领该群岛，并强行迁离了所有日本居民。1968年，基于小笠原归还协定，该群岛被归还给日本，原先被迁离的居民又回到了岛上。
2011年，小笠原群岛列入联合国教科文组织世界遗产名录。

## 島嶼
- 聟島列島：聟島、嫁岛（日语：嫁島）、媒岛（日语：媒島）、北之岛（日语：北之島）
- 父島列島：父島、兄島、弟島
- 母岛列岛：母島、姊島、妹島
- 西之岛
- 火山列島：北硫磺島、硫磺島、南硫磺島
- 南鸟岛、冲之鸟礁

其中僅父島和母島有一般居民居住，硫磺島有自衛隊駐紮，南鳥島則有自衛隊、氣象廳和海上保安廳人員駐紮。

## 氣候
小笠原群岛属亚热带海洋性气候，年降水量1200至1600毫米。

## 世界遗产
该世界遗产被认为满足世界遺產登錄基準中的以下基準而予以登錄：
- （ix）在陆上、淡水、沿海及海洋生态系统及动植物群的演化与发展上，代表持续进行中的生态学及生物学过程的显著例子。

而事實上，由於小笠原群岛及其週邊海域的豐盛物種多樣性，小笠原群岛有「東方加拉帕戈斯群島」的美譽。